# Anaa (Gemeinde)
Anaa ist eine Gemeinde im Tuamotu-Archipel in Französisch-Polynesien.
Die Gemeinde besteht aus 4 Atollen. Sie ist in 2 Communes associées (Teilgemeinden) untergliedert. Der Hauptort der Gemeinde ist Anaa. Der Code INSEE der Gemeinde ist 98711.
| Atoll oder Insel | Hauptort | Einwohner (2022) | Landfläche (km2) | Lagune (km2) | Postleitzahl | Koordinaten           |  |
| ---------------- | -------- | ---------------- | ---------------- | ------------ | ------------ | --------------------- |  |
| 1. Anaa1         | Tukuhora | 530              | 38,0             | 90           | 98760        | 17° 24′ S, 145° 30′ W |  |
| 2. Faaite1       | Hitianau | 440              | 8,9              | 227          | 98786        | 16° 45′ S, 145° 14′ W |  |
| 4. Motutunga     | –        | 0                | 1,4              | 126          |              | 17° 06′ S, 144° 22′ W |  |
| 3. Tahanea       | –        | 0                | 7,7              | 523          |              | 16° 52′ S, 144° 46′ W |  |
| Gemeinde Anaa    | Tukuhora | 970              | 55,8             | 966          |              |                       |  |

1Commune associée (Teilgemeinde)